# Liste von Literaturfestivals in Portugal
Die Liste von Literaturfestivals in Portugal listet Literaturfestivals auf, die regelmäßig in Portugal stattfinden. Angegeben werden, chronologisch nach Austragungsmonat aufgelistet, der Festivalname, der Austragungsort, der jährliche Veranstaltungsmonat (in Klammern) und das Jahr der Erstausgabe. Etwa die Hälfte der Veranstaltungen wird von Booktailors organisiert (Stand 2018), einer portugiesischen Literatur-Veranstaltungsagentur, die auch international tätig ist, auch in Ländern wie Kap Verde und Kolumbien.
Bei einer Reihe dieser Festivals werden auch Literaturpreise vergeben, darunter der mit 20.000 Euro dotierte Prémio Literário Casino da Póvoa des Correntes-d'Escritas-Festivals.
Die Liste erhebt keinen Anspruch auf Vollständigkeit.

## Festivals
- Correntes d'Escritas, Póvoa de Varzim (Februar), seit 2000
- 5as de Leitura, Figueira da Foz (Donnerstags über das Jahr verteilt, Schwerpunkt im Frühjahr), seit 2009
- Festival Literário da Madeira, Funchal, Madeira (März, April), seit 2018
- Festival de Poesia de Vila Nova de Foz Côa, Vila Nova de Foz Côa (April), seit 1984
- Fronteira (Festival Literário de Castelo Branco - Fronteira), Castelo Branco (April), seit 2012
- Lisboa 5L (5L – Festival internacional de literatura e língua portuguesa), Teatro São Luiz, Lissabon (Mai), seit 2020
- Livros a Oeste, Lourinhã (Mai), seit 2012
- Encontradouro, Sabrosa (Mai), seit 2015
- Literatura em Viagem, Matosinhos (Mai), seit 2007
- Festa do Livro, Cascais (Juli), seit 2017
- Feira do Livro, Lissabon (Juli), seit 1930 (ursprünglich nur Publikums-Verkaufsmesse)
- Festa do Avante!, Seixal (September), seit 1976 (Literaturfestival nur eine Teilveranstaltung des Kulturfestivals)
- Fólio, Óbidos (Oktober), seit 2015
- Escritaria, Penafiel (Oktober), seit 2008
- Diáspora, Belmonte (November), seit 2014
- Festa da Poesia, Matosinhos (Dezember), seit 2006
- Tinto no Branco, Viseu (Dezember), seit 2015